# Johannes Ockeghem
Johannes Ockeghem, también escrito como Jean de; apellido Okeghem, Ogkegum, Okchem, Hocquegam, Ockegham; (Saint-Ghislain, Países Bajos Borgoñones, c. 1410 - Tours, Francia, 6 de febrero de 1497) fue el principal compositor de la segunda generación de la escuela francoflamenca y uno de los más influyentes y respetados músicos de su época, llegando a servir a tres reyes de Francia.

## Biografía
Nace en Saint-Ghislain (antiguo Flandes, hoy Bélgica) se desconoce la fecha exacta de su nacimiento, estableciéndola entre 1410 y 1420, la fecha más temprana se sostiene con la teoría de que este ya conocía al compositor Binchois antes de que este se mudara de Mons a Lille en 1423.
Iniciaría su carrera musical como niño del coro de la catedral de Amberes. Aunque se piensa que su aprendizaje musical comienza en Mons, donde conocería a Binchois. 
En la catedral de Amberes llega a convertirse en Chantre (maestro del coro) entre 1443 y 1444, siendo este el primer dato fidedigno. Entre 1446 y 1448 estuvo al servicio de Carlos I, Duque de Borbón, en Moulins (Francia). En torno a 1452 se trasladó a París donde sirvió como maestro de capilla en la corte francesa con Carlos VII y con Luis XI. Llegó a ser el tesorero de la catedral de saint Martín en Tours y ocupó puestos de responsabilidad en Notre Dame (París) y en saint Benoît. Se sabe que viajó a España en 1470 como parte de un intento de casar a Isabel la Católica con el duque de Guyenne, hermano de Luis XI. No se sabe mucho sobre la vida de Ockeghem después de la muerte de Luis XI en 1483, salvo que estuvo en Brujas y en Tours donde probablemente murió ya que fue allí donde se encontró su testamento.
Ockeghem pasó la mayor parte de su vida activa en Tours (Francia) y desde allí se desplazaba para realizar los cometidos que le eran propios de su puesto de cantor. Los cantantes de la época de Ockeghem eran contratados obviamente por su voz (la de bajo de Ockeghem era prodigiosa) y por su habilidad para componer alguna música si fuera menester. Ockeghem poseía cierta “habilidad” para estos menesteres aunque a la hora de componer era bastante favorable a su propia voz. La falta de noticias sobre sus últimos años sugiere que se retiró al final de su vida debido a su avanzada edad. A su muerte, poetas como Cretin, Molinet y Erasmo escribieron odas de lamento, y Josquin des Prés y Johannes Lupi pusieron música a los dos primeros de estos poemas. Busnois, alumno del venerable maestro, le había dedicado en vida el motete In hydraulis. Todas estas señas de alabanza hacia la figura de Ockeghem permiten observar la gran consideración que se tuvo en la época a un compositor que cimentaría las bases de la polifonía y del contrapunto en la música occidental, marcando músicos como Busnois, Compere, Brumel y Verbonnet.

## Música

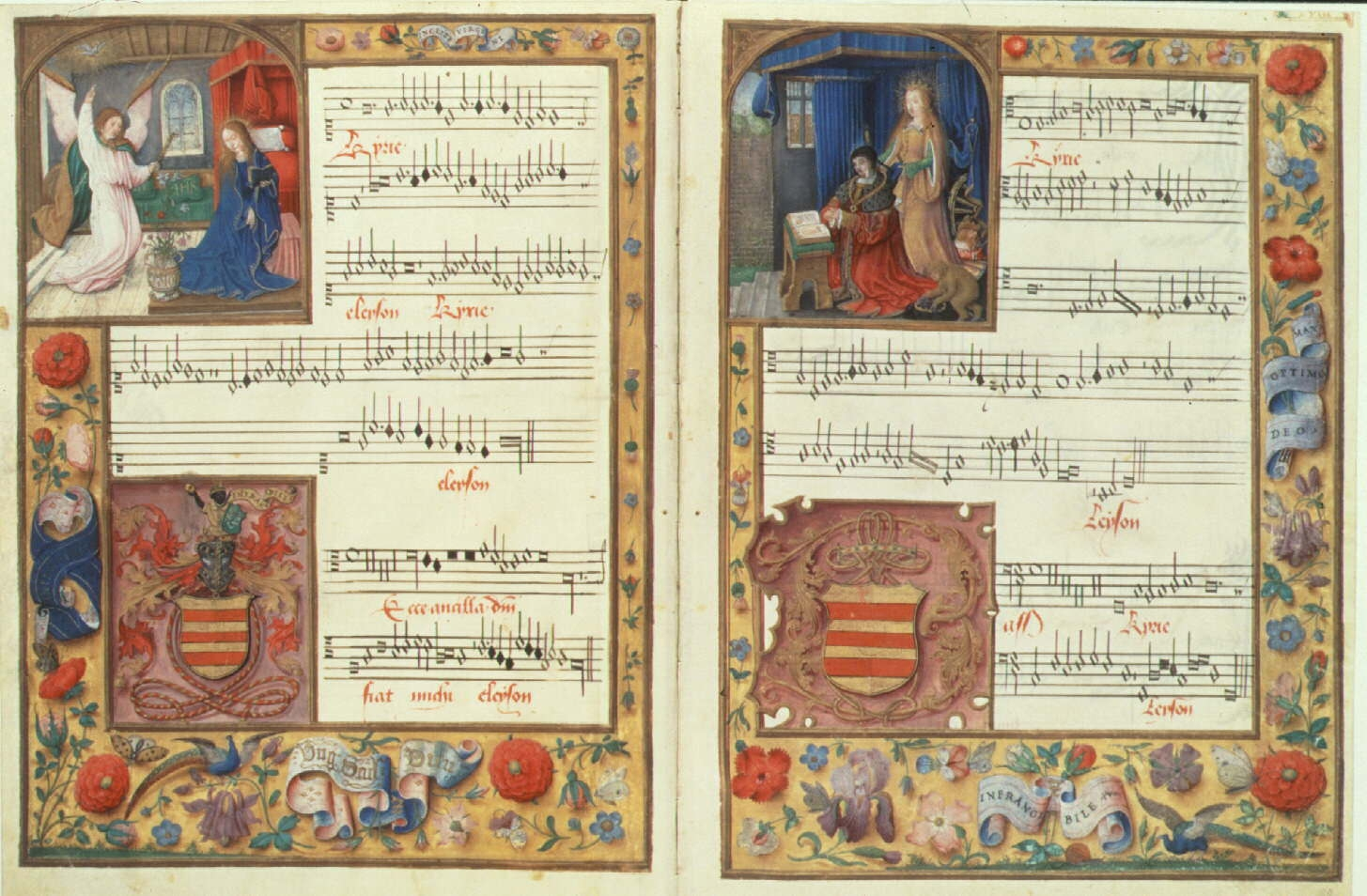
Comienzo del Códice Chigi, con el Kyrie de la Missa Ecce ancilla Domini de Ockeghem.

El talento de Ockeghem para la música es palpable y le hace ser uno de los más grandes compositores de la historia de la música, es su habilidad para usar los más enrevesados recursos técnicos en sus composiciones sin que estos nublen su belleza. Ockeghem compuso en un estilo muy de su tiempo; las voces se mueven con muchísima independencia y siempre en un sentido horizontal, pero sin un predominio del cantus (la parte más aguda). La presencia de un «cantus firmus» (por ejemplo la melodía de una determinada chanson) aparece generalmente en el tenor, y no condiciona el desarrollo de las otras voces, sino que solo sirve de excusa para marcar un determinado ambiente tonal. La música sacra de Ockeghem ilustra fielmente las concepciones teológicas del momento que le tocó vivir y refleja con un gran apasionamiento los dogmas de fe que representa el texto en cada momento. De las misas compuestas por Ockeghem, una treintena se conservan en el Codex Chigi, un manuscrito flamenco hecho hacia el año 1500.
Ockeghem cuidó la acentuación propia de las palabras en su música. El acento musical estaba dado coincidentemente sobre el acento de la palabra que se cantaba. Pionero de esta cuestión fue Ockeghem.
Ockeghem fue un genio de la matemática. Su dominio de los cánones en diferentes intervalos y su uso de las prolaciones y del «cantus firmus» ha eclipsado durante décadas lo hermoso de su música. Por ejemplo, en su Missa Prolationum solo aparecen escritas dos voces, con instrucciones para que se canten cánones en diferentes intervalos y tiempos (prolaciones) para conseguir la obra a cuatro voces que es en sí esta misa. Además de componer la "Missa cuiusvis toni" la cual puede ser interpretada en todos los modos. Ockeghem suele aparecer simplemente como un compositor muy habilidoso, pero no debemos dejar que nuestra obsesión por descubrir tal canon o por intuir aquel cantus firmus nos impida disfruta de la música. Edward Wickham dijo recientemente que el conocimiento de la habilidad técnica de Ockeghem no hace que descubramos la belleza de su música, sino solo que la admiremos más.
Su figura ejercerá una fuerte influencia en compositores como des Prez y la posterior generación de autores holandeses, debido a la gran aceptación de su música en toda Europa.

## Catálogo de obras
Ockeghem no presenta un catálogo de obras muy abundante, conservándose 10 misas completas, otros tantos motetes (algunos de atribución dudosa), 20 chansons, un motete-chanson, un credo y unos pocos fragmentos de misas. Otras obras se perdieron o se ha constatado que pertenecían a otros autores.

### Misas
Las misas están compuestas basadas en este cantus firmus : “Caput ecce ancilla Domini, L´homme armé, De plus en plus”.
El ritmo del canto llano recaerá con frecuencia sobre el tenor. El resto de voces adoptara los inicios temáticos del canto llano, pero sin llegar a ser un contrapunto imitativo, resolviéndose sin un esquema fijo. 
Se puede observar por ello una gran autonomía entre las voces, las cuales se entrelazan entre sí de manera compleja para generar en conjunto una gran unidad sonora.
Existe otro conjunto de misas (Mi mi, Quinti toni, Misa sine nomine) las cuales no se ciñen a un canto fijo, presentándose en alguna ocasión el motivo del principio a modo de eco. Estas obras pertenecerían al periodo de madurez del compositor, donde los mecanismos contrapunticos se vuelven cada vez más complejos. 
Hará alarde una destreza compositiva excepcional con misas como,”Missa cuiusuis” la cual puede ser interpretada con cualquier clave, dependiendo de la clave que se utilizara se estaba usando uno de los distintos modos griegos. 
El listado completo de sus misas es el siguiente:
| - Missa sine nomine - Missa sine nomine (incompleta) - Missa Au travail suis - Missa Caput - Missa cuiusvis toni - Missa Ecce ancilla Domini - Misa de plus en plus | - Missa Fors seulement (incompleta) - Missa L'homme armé - Missa Ma maistresse - Missa Mi-mi o Missa quarti toni - Missa prolationum - Missa quinti toni - Missa pro defunctis (Requiem) |

### Motetes
De menor fama que las misas, suelen ser a cuatro voces que copian las letras íntegramente de los cantos gregorianos. Cabe destacar el canon a 36 voces llamado “Deo gratias”.
- Alma Redemptoris mater
- Ave Maria 
- Salve regina
- Intemerata Dei mater (c. 1487)
- Ut heremita solus
- Deo gratias (a 36 voces)

### Motet-chanson
- Mort tu as navré/Miserere (a la mort de Gilles Binchois, c. 1460)

### Chansons
En ellas Ockeghem reduce la figura del cantus, a favor de la voz del tenor; que sigue al cantus en contrapunto, con numerosos adornos.
Estas presentan un estilo más arcaico, casi “borgoñón”

#### A tres voces
| - Aultre Venus estes - Au travail suis (atribuït possiblement a Barbingant) - Baisiés moy dont fort - D'un autre amer - Fors seulement contre - Fors seulement l'attente - Il ne m'en chault plus - La despourveue et la bannie - L'autre d'antan | - Les desléaux ont la saison - Ma bouche ritⓘ - Ma maistresse - Prenez sur moi - Presque transi - Quant de vous seul - Se vostre cuer eslongne - Tant fuz gentement resjouy - Ung aultre l'a |

#### A tres o cuatro voces
- J'en ay dueil

#### A cuatro voces
- S'elle m'amera/Petite camusette

## Discografía
- "Missa Cuiusvis Toni", æon, ÆCD 0753 (2 CD-2007), Ensemble Musica Nova, Lucien Kandel; Primera grabación de los quatro tonos. Ed. Gérard Geay.
- "Missa prolationum", agogique AGO 008 (2012), Ensemble Musica Nova, Lucien Kandel. Ed. Gérard Geay.